# Royal Gorge Bridge
De Royal Gorge Bridge in Cañon City is een hangbrug over de Arkansas en was van 1929 tot 2003 de hoogste hangbrug ter wereld. Intussen zijn er twintig hogere bruggen bijgekomen.  Sinds eind 2016 staat de Chinese Dugebrug aan de top van dit lijstje. Het brugdek van de Royal Gorge Bridge ligt op circa 321 meter boven de rivier. De brug verbindt de twee zijden van een kloof, waarin de rivier stroomt, en waardoor de Rio Grande spoorbaan loopt.
De brug is in 6 maanden gebouwd, van 5 juni 1929 tot in november 1929. De aanleg kostte 350.000 dollar. Om de brug over te mogen steken moest tol betaald worden. Over de brug ligt slechts één rijbaan. De brug werd dan ook niet gebouwd als transportverbinding, maar als toeristische attractie. Als zodanig wordt hij nog steeds gebruikt.

## Bosbrand in 2013
De brug ligt in het Royal Gorge Park dat in 2013 door brand werd beschadigd. In 2014 opende het park opnieuw na herstellingen.